# Jan Samuel Korkuć
Jan Samuel Korkuć herbu Nałęcz – pisarz grodzki lidzki w latach 1709–1711 i 1712–1727, horodniczy lidzki w latach 1693–1720/1722.
W 1697 roku był elektorem Augusta II Mocnego z województwa wileńskiego. Był deputatem powiatu lidzkiego w konfederacji sandomierskiej 1704 roku. Poseł lidzki na sejm nadzwyczajny 1712 roku i sejm nadzwyczajny (z limity) 1712/1713 roku.